# Saison 2017 de l'équipe cycliste Bike Channel-Canyon
La saison 2017 de l'équipe cycliste Bike Channel-Canyon est la première de cette équipe.

## Préparation de la saison 2017

### Arrivées et départs
Cette saison étant la première de l'équipe Bike Channel-Canyon, les coureurs sont, en conséquence, tous nouveaux.

## Coureurs et encadrement technique

### Effectif
| Cycliste               | Date de naissance | Nationalité | Équipe 2016  |  |
| ---------------------- | ----------------- | ----------- | ------------ |  |
| George Atkins          | 18 août 1991      | Royaume-Uni | JLT Condor   |  |
| Joseph Fry             | 27 janvier 1997   | Royaume-Uni | Pedal Heaven |  |
| Dexter Gardias         | 3 décembre 1990   | Royaume-Uni | Pedal Heaven |  |
| Samuel Lowe            | 20 janvier 1994   | Royaume-Uni | Wiggins      |  |
| James Lowsley Williams | 12 janvier 1992   | Royaume-Uni | NFTO         |  |
| Matt Nowell            | 30 juillet 1996   | Royaume-Uni |              |  |
| Chris Opie             | 22 juillet 1987   | Royaume-Uni | ONE          |  |
| Rob Partridge          | 11 septembre 1985 | Royaume-Uni | NFTO         |  |
| Jack Pullar            | 15 novembre 1989  | Royaume-Uni | Pedal Heaven |  |
| Alexandar Richardson   | 30 avril 1990     | Royaume-Uni |              |  |
| Max Stedman            | 22 mars 1996      | Royaume-Uni | Pedal Heaven |  |
| Harry Tanfield         | 17 novembre 1994  | Royaume-Uni | Pedal Heaven |  |
| Rory Townsend          | 30 juin 1995      | Royaume-Uni | Pedal Heaven |  |
| Mitchell Webber        | 6 juin 1995       | Royaume-Uni | Pedal Heaven |  |
| Jake Womersley         | 12 décembre 1995  | Royaume-Uni | Pedal Heaven |  |

## Bilan de la saison

### Victoires
| Date | Course | Pays | Classe | Vainqueur |
| ---- | ------ | ---- | ------ | --------- |